# Murade III
Murade III (em turco otomano: مراد ثالث; romaniz.: Murād-i sālis; em turco: III.Murat; Manisa, 4 de julho de 1546 – Palácio Topkapı, 16 de janeiro de 1595) foi um sultão do Império Otomano e governou de 1574 a 1595. Era filho de Selim II (r. 1566–1574) com Nurbanu e neto de Solimão, o Magnífico. Seu reinado foi marcado por guerras contra o Império Safávida e os Habsburgos da Áustria e a deterioração econômica e social dentro do Império Otomano.

## Vida
Murade nasceu em Manisa em 4 de julho de 1546, filho de Selim II (r. 1566–1574) com Nurbanu Sultana. Após sua circuncisão cerimonial em 1557, foi nomeado sancabei (sancakbeyi) de Akşehir por seu avô Solimão I (r. 1520–1566) em 1558. Aos 18 anos, foi nomeado sancabei de Manisa. Solimão morreu quando Murade tinha 22 anos e seu pai se tornou o novo sultão. Selim rompeu com a tradição, enviando apenas seu filho mais velho para fora do palácio para governar uma província, e Murade foi enviado para Manisa. Ele assumiu no lugar de seu pai em 1574.